# Camponotus chromaiodes
Camponotus chromaiodes é uma espécie de inseto do gênero Camponotus, pertencente à família Formicidae.